# Grup sardanista Balàfia
El Grup Sardanista Balàfia és una colla sardanista. Va ser creat el 1993 al barri de Balàfia a Lleida (Catalunya).
Ensenya la dansa al Centre Cívic de Balàfia o a diferents barris i pobles com al Secà de Sant Pere, Partida de Llívia, La Bordeta, Noguerola, Puigverd de Lleida i Sarroca de Lleida.
D'entre les sardanes que han estrenat hi ha Lleida sardanista 2011 del compositor Martí de Joan, proclamada sardana de l'any al certamen que es va celebrar al Teatre de la Llotja de Lleida organitzat per la Federació Sardanista de Catalunya, i la sardana Sóc lleidatà estrenada en la cloenda de 2012 i inspirada en l'obra del poeta lleidatà Josep Estadella i Arnó. Aquesta sardana també va ser interpretada el 28 de setembre de 2013 al Parc del Retiro en la sortida que el grup va fer a Madrid en la ballada homenatge a la Cobla La Principal de la Bisbal pel seu 125è aniversari i en col·laboració amb l'Agrupació Sardanista del Cercle Català de Madrid.
L'any 2011, va ser un dels tres premiats dels «Premis Sardana a la promoció i la difusió».